# Baret Montes

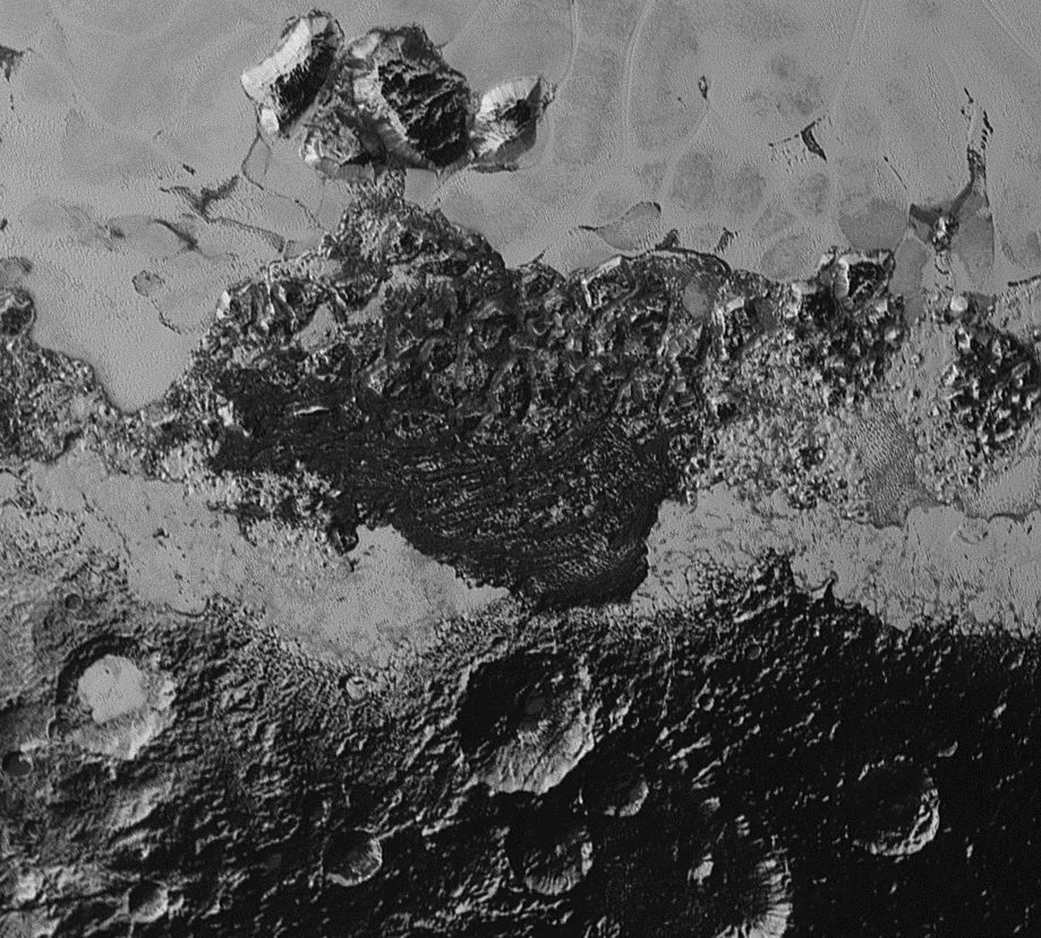
Fotografía de Baret Montes tomada por la sonda New Horizons. La zona oscura en el lado de abajo de la fotografía es Belton Regio y la zona brillante en el lado superior Sputnik Planitia. El norte está hacia la izquierda.

Baret Montes es un accidente geográfico de la superficie del planeta enano Plutón. 
Recibe este nombre en honor de Jeanne Baret, botánica francesa que fue además la primera mujer en circunnavegar el mundo. Esta denominación fue oficializada por la Unión Astronómica Internacional (IAU) el 26 de abril de 2018.

## Descripción
Baret Montes son unas montañas situadas en el borde occidental de Sputnik Planitia y colindantes con Belton Regio en la coordenadas 13,81°N 157,59°E. Abarcan 130 km de ancho aproximadamente y sus cotas se encuentran en - 0,85 km respecto del nivel medio de la superficie de Plutón, siendo poco prominentes respecto Sputnik Planitia que se encuentra deprimida entre 3 y 4 km por debajo de ese nivel medio del planeta enano. 
Mientras que la parte nororiental presenta un aspecto caótico y muy similar a las formaciones geológicas que rodean Sputnik Planitia, su principal característica es que su parte occidental está plegada de una manera muy particular. Estos plegamientos son muy estrechos y se extienden de norte a sur, curvándose ligeramente en los extremos. Mediante estimaciones de la viscosidad necesaria para que se haya podido producir este plegamiento, se estima una edad de los plegamientos de 3,7 millones de años, consistente con la edad que se estima que presenta la superficie en convección de Sputnik Planitia, unos 10 millones de años, y parece que su origen no se debe tanto al movimiento uniforme de dicha convección sino al efecto algún mecanismo de tensión localizado en esa zona.